# Jeanne Cooper
Pour les articles homonymes, voir Cooper.
Wilma Jeanne Cooper, née le 25 octobre 1928 à Taft, Californie et décédée à Los Angeles le 8 mai 2013, est une actrice américaine d'ascendance cherokee.

## Biographie
Elle a été nommée aux Emmy Award. Elle est surtout connue pour son rôle de Katherine Chancellor dans le feuilleton Les Feux de l'amour. Elle a participé dès la création du soap opera, c'est-à-dire à partir de 1973, présente dans la série depuis le début. Elle s'absente plusieurs semaines en 2011, mais revient rapidement dans le feuilleton.

## Début de carrière
J.Cooper a commencé sa carrière dans les années 1950. Son premier rôle fut celui de Myra, en 1953, dans le western The Redhead from Wyoming. Elle est aussi apparue dans des films aux côtés de Maureen O'Hara, Glenn Ford, Tony Curtis, et Henry Fonda.

## Vie personnelle
J.Cooper a été mariée pendant 23 ans au producteur Harry Bernsen et est mère de trois enfants, dont l'acteur Corbin Bernsen, qui a rejoint sa mère dans Les Feux de l'amour en 2003, 2004 et 2009, où il a interprété le rôle de Todd Williams, le frère prêtre du détective Paul Williams. Il a aussi joué dans la série La Loi de Los Angeles ; elle est la belle-mère de l'actrice Amanda Pays. Elle a eu aussi une fille, Caren.
Elle est décédée le 8 mai 2013 à Los Angeles en Californie d'une insuffisance respiratoire, due à une maladie pulmonaire obstructive chronique liée au tabac. Elle a été incinérée et ses cendres ont été dispersées dans des lieux privés.

## Filmographie

### Cinéma
- 1953 : La Belle Rousse du Wyoming (The Redhead from Wyoming) : Myra
- 1953 : Le Déserteur de Fort Alamo (The Man From the Alamo) : Kate Lamar
- 1953 : Shadows of Tombstone : Marge
- 1956 : The Houston Story (en) de William Castle : Madge
- 1956 : Calling Homicide : Darlene Adams
- 1957 : Le Miroir au secret (5 Steps to Danger) : Helen Bethke
- 1957 : Rock All Night de Roger Corman
- 1957 : Pluder Road : Fran Werner
- 1958 : Unwed Mother : Mme Horton
- 1958 : Le Ballet du désir (Screaming Mimi) de Gerd Oswald
- 1960 : Let No Man Write My Epitath : Fran
- 1962 : Red Nightmare (en) de George Waggner : Helen Donavan
- 1962 : The Intruder : Vi Griffin
- 1962 : House of Women : Helen Jennings
- 1962 :  Lutte sans merci (13 West Street)  de Philip Leacock : Mme Quinn
- 1963 : Black Zoo : Edna Conrad
- 1965 : Les Compagnons de la gloire (The Glory Guys) d'Arnold Laven : Mme Rachael McCabe
- 1967 : Tony Rome : Lorna Boyd
- 1968 : L'Étrangleur de Boston (The Boston Strangler) de Richard Fleischer : Cloe
- 1970 : Le Reptile (There Was a Crooked Man) : une prostituée
- 1972 : Kansas City Bomber : Vivien
- 1973 : The All-American Boy : Nola Bealer
- 1991 : Lethal Justice : Clerk
- 1992 : Frozen Assets de George Trumbull Miller : la mère de Zach Shepard
- 2002 : The Tomorrow Man : Jeanine
- 2005 : Carpool Guy : Mme Lunsford
- 2008 : Donna on Demand : Virginia Hart

### Télévision
- 1953 : Les Aventures de Kit Carson (The Adventures of Kit Carson) (série télévisée) : Joyce Hadley
- 1954 et 1955 : Les Aventuriers du Far West (Death Valley Days) (série télévisée)
- 1956 : Highway Patrol (série télévisée) : Laura Douglas
- 1957 et 1961 : Maverick (série télévisée) : Martha Flood
- 1957 et 1962 : Cheyenne (série télévisée) : Marie Conover
- 1958, 1959, 1962, 1964 et 1966 : Perry Mason (Série TV) : Miriam Fielding / Mary Browne / Thelma Hill / Ethel Belan / Laura Beaumont
- 1959 : La Quatrième Dimension (The Twilight Zone) (série TV) : Liz (saison 1, épisode 3 : La Seconde Chance)
- 1959 : Au nom de la loi (Wanted: Dead or Alive) (Série TV) : Myra
- 1961 et 1963 : Rawhide (Série TV) : Clara Wilson
- 1961-1964 : La Grande Caravane (The Wagon Train) (Série TV) : Donna Fuller / Molly Garland / Madge Upton / Martha Harp / Harriett Heatherington
- 1962 et 1963 : Bonanza (Série TV) : Abigail Hinton
- 1962 et 1963 : Les Incorruptibles (The Untouchables) (Série TV) : Belle Alpine
- 1963 : Gunsmoke (Série TV) : Lily Pitts
- 1964 : Le Virginien (The Virginian) (Série TV) : Julia Montgomery
- 1964 : Le Jeune Docteur Kildare (Série TV) : Marian Colby
- 1965-1966 : La Grande Vallée (The Big Valley) (Série TV) : Elaine Jason
- 1967-1968 : Daniel Boone (Série TV) : Amy Barr / Addie Ogilvie
- 1967 : Laredo (Série TV) : Kay Comstock
- 1968 : Ranch L (Lancer) (Série TV) : Florida
- 1968 : Cimarron (Cimarron Trip) (Série TV) : Pony Janr
- 1968, 1970 et 1973 : L'homme de fer (Ironside) (série télévisée) : Sarah Richards / Mme Talley / Myra Brinker
- 1971 : Hawaï police d'État (Hawaii Five 0) (série télévisée) : Mme Shem
- 1971 : Cannon (série télévisée) : Silvia Barbiero
- 1972 : Mannix (série télévisée) : Emma Rand
- 1973 - 2013 : Les Feux de l'amour (The Young and the Restless) (série télévisée) : Katherine Chancellor
- 1975 : McCloud (série télévisée) : Gladys
- 1975 : Douce captive (Sweet Hostage) (téléfilm) : Mme Withers
- 1977 : The San Pedro Burns (Téléfilm) : Mme McClory
- 1986 et 1990 : La Loi de Los Angeles (L.A. Law) (série télévisée) : Gladys Becker
- 1993 : Beyond Suspicion (Téléfilm) : Renata
- 1997 : Les Anges du bonheur (Touched by an Angel) (série télévisée) : Estella